# Konstantín Slutxevski
Konstantín Konstantínovitx Slutxevski - Константин Константинович Случевский (rus) - (7 d'agost de 1837, Sant Petersburg, Imperi Rus - 8 d'octubre de 1904, Sant Petersburg, Imperi Rus) fou un poeta, traductor i autor d'obres en prosa rus. Fill d'un senador, de jove va estudiar a diverses universitats d'Europa (París, Berlín, Leipzig, Heidelberg). De tornada a Rússia, va exercir de funcionari. Començà a publicar poesies els anys 1850, però davant la polèmica que va provocar entre els crítics, es retirà de la literatura, almenys de cara al públic, fins vint anys després. En tornar-hi, els anys 1880, va trobar un ambient més propici. Se'l considera un dels epígons de l'escola de "l'art per l'art" i un dels precursors del simbolisme rus. Els tons místics, tràgics i pessimistes, el rebuig de la societat de l'època, el reforçament de l'element filosòfic, són trets de Slutxevski comuns, en general, al conjunt de la poesia dels anys 1880.

## Traduccions al català
- Diversos autors; Elena Vidal (presentació) / Miquel Desclot (traducció). Poesia russa. Antologia (Rústica). Primera Edició.  Edicions 62, 1983 (Les millors obres de la literatura universal núm. 28). ISBN 8429720774.